# سروج، حماة
سروج (به عربی: سروج) یک روستا در سوریه است که در ناحیه حمرا واقع شده‌است. سروج ۸۷۱ نفر جمعیت دارد.
این شهر در نیمه‌ی راه شمال رقه که از بادیه عبور می‌کند و به سمیساط می‌رود واقع بود. این راه به منزله‌ی وتر نیم‌دایره‌ی بزرگی است که مجرای فرات را تشکیل می‌دهد. ابن حوقل درباره‌ی آن گوید شهری آباد و خرم است محاط به نواحی حاصلخیز، و یاقوت این قول را تایید نموده است.